# Султан аль-Атраш
Султан аль-Атраш (араб. سلطان الأطرش‎) (5 марта 1891 — 26 марта 1982) — сирийский политик, руководитель арабского национально-освободительного восстания 1925—1927 годов в Сирии.

## Биография
Продолжил традиции своего отца — Дукана Атраша, возглавлявшего друзские восстания против османского гнета и казненного в 1910 году, — став активным участником антитурецкой борьбы. В 1918 году руководил антитурецкими выступлениями друзов. 30 сентября 1918 года его отряд вместе с арабским войском вступили в Дамаск. В июле 1922 года поднял восстание друзов против французских колонизаторов.
В июле 1925 года возглавил новое антиколониальное восстание в области Джебель-Друз; 2—3 августа его отряды нанесли французам крупное поражение в битве под Мазра, после чего восстание охватило всю Сирию. В августе 1925 года был объявлен главнокомандующим сирийской национально-революционной армией.
После подавления восстания в 1927 году эмигрировал в Аравию. Возвратился на родину в 1937 году. В последние годы активного участия в политической жизни не принимал.